# Gerald Wiegert
 (juin 2025).
Motif : sources de notoriété, visant le sujet.
- Archive Wikiwix
- Bing
- Cairn
- DuckDuckGo
- E. Universalis
- Gallica
- Google
- G. Books
- G. News
- G. Scholar
- Persée
- Qwant
- (zh) Baidu
- (ru) Yandex
- (wd) trouver des œuvres sur Wikidata

| 1. | Préciser le motif de la pose du bandeau. | Précisez le motif de la pose du bandeau en utilisant la syntaxe suivante : {{admissibilité à vérifier\|date=juillet 2025\|motif=remplacez ce texte par le motif}}                   |
| 2. | Informer les utilisateurs concernés.     | Pensez à avertir le créateur de l'article, par exemple, en insérant le code ci-dessous sur sa page de discussion : {{subst:avertissement admissibilité à vérifier\|Gerald Wiegert}} |

Gerald Alden "Jerry" Wiegert (12 juillet 1944 - 15 janvier 2021) était un ingénieur automobile et homme d'affaires américain, connu pour avoir fondé deux entreprises : Vector et Aquajet, ainsi que pour avoir conçu les produits commercialisés par ces sociétés.
Wiegert s'est fait connaître à la fin des années 1970 lorsqu'il a commencé le développement de la Vector, une voiture de sport haute performance destinée à représenter la réponse américaine aux marques européennes telles que Ferrari, Lamborghini et Porsche. Ce concept sera développé davantage pour devenir la Vector W8, qui a été fabriquée et commercialisée entre 1989 et 1993.

## Biographie
Durant sa jeunesse, Wiegert s'intéresse aux automobiles et à l'aérospatiale. Au lycée, il remporte un concours de design qui lui offre une bourse complète pour suivre des cours de design à l'université, ce qui l'encourage à se lancer dans une carrière d'ingénieur. En 1970, il débute dans l'industrie automobile comme consultant en design chez Chrysler, Ford et General Motors ; en 1971, il fonde Vehicle Design Force pour développer une supercar américaine. Le premier concept-car conçu par cette entreprise est appelé « The Vector ». Wiegert annonce que la Vector utilisera un moteur rotatif Wankel et qu'elle sera proposée à un prix de 100 000 dollars. Le concept apparaît en couverture de Motor Trend, et après plusieurs années de développement et une phase de commercialisation préliminaire sous le nom de Vector W2, elle entre en production sous le nom de Vector W8.
Dans les années 1990, Wiegert entre en conflit avec l'investisseur Megatech, qui tente une prise de contrôle hostile de son entreprise et finit par le licencier. Wiegert parvient finalement, par voie judiciaire, à récupérer les actifs, les marques et les droits d’auteur de Vector Motors. En 2008, il relance la marque Vector et entame le développement d’une nouvelle voiture de sport nommée WX-8,.
Wiegert fonde également Aquajet, une entreprise de scooters nautiques personnels, dans les années 1990. Les brochures de l’entreprise décrivent les modèles Jetbike comme ayant un comportement « de moto sur l’eau », avec un style futuriste. Le Jetbike remporte le prix de l’innovation 2000 décerné par le magazine Boating. Il est présenté dans les émissions Beyond 2000, The Extremists, Planet X, The Next Step et sur CNet.
Wiegert est décédé le 15 janvier 2021.

### Pour approfondir
- Cheetham, Craig. Supercars: The World's Most Exotic Sports Cars (2003)